# Springville (Iowa)
Pour les articles homonymes, voir Springville.
Springville est une ville du  comté de Linn, en Iowa, aux États-Unis. Elle est fondée en 1855 et incorporée le 27 janvier 1882.

## Source de la traduction
- (en) Cet article est partiellement ou en totalité issu de l’article de Wikipédia en anglais intitulé « Springville, Iowa » (voir la liste des auteurs).